# Дмитровка (Богодуховский район)
Дми́тровка (укр. Дмитрівка) — село в Богодуховском районе Харьковской области, Украина.
Код КОАТУУ — 6320882001. Население по переписи 2001 г. составляет 351 (178/173 м/ж) человек.
Является административным центром Дмитровского сельского совета, в который, кроме того, входят сёла Бабаки, Горбановка, Матвеевка, Новософиевка, Новоукраинка и Щербаки.

## Географическое положение
Село Дмитровка находится на левом берегу реки Рябинка. На противоположном берегу расположено село Матвеевка.
По селу протекает пересыхающий ручей на котором сделана запруда.

## История
- 1754 — дата основания.

## Экономика
- В селе есть птице-товарная ферма.

## Религия
- Свято-Покровский храм.

## Достопримечательности
- Братская могила советских воинов и Памятный знак воинам-односельчанам. Похоронено 137 воинов.

## Известные жители и уроженцы
- Житник, Фёдор Тимофеевич (1905 -?) — Герой Социалистического Труда.